# Franz Hüppi
Franz Hüppi (* 6. April 1888 in Fürstenau bei Danzig; † nach 1945) war ein deutscher Verwaltungsjurist und Landrat im Kreis Heilsberg von 1933 bis 1937. 
Er studierte Rechtswissenschaft an der Albertus-Universität Königsberg und gehörte seit 1907 der Burschenschaft Teutonia Königsberg an. Seit 1920 arbeitete Hüppi in der Reichsfinanzverwaltung. Dabei wirkte er von 1920 bis 1927 als Finanzamtsvorsteher in Marienburg und danach in Heilsberg.
Er trat zum 1. Dezember 1932 der NSDAP bei (Mitgliedsnummer 1.409.801).